# HIP: Ermittlerin mit Mords-IQ
HIP: Ermittlerin mit Mords-IQ ist eine in Lille spielende französische Serie aus dem Genre der Kriminalkomödie. Die Hauptpersonen sind Morgane Alvaro, eine Polizeiberaterin mit einem IQ von 160 und einem Hang zu chaotischer Lebensführung, und Adam Karadec, ein pedantischer Kriminalkommissar. Die Serie wird seit 2021 auf TF1 ausgestrahlt. In Deutschland erfolgte die Erstausstrahlung ab Dezember 2021 auf NDR.
Basierend auf der Serie produziert ABC seit 2023 eine eigene, amerikanische Version namens High Potential. Die US-Version feierte im September 2024 Premiere und wurde im Januar 2025, um eine zweite Staffel verlängert.

## Handlung
Als Morgane Alvaro bei einem Putzjob versehentlich Akten herunterwirft, entdeckt sie Ungereimtheiten bei einem Fall und schreibt diese den Ermittlern an ihre Falltafel. Als der pedantische Kriminalkommissar Adam Karadec dies bemerkt, lässt er sie vorladen. Die alleinerziehende Mutter dreier Kinder von zwei verschiedenen Vätern ist äußerst ungehalten, dennoch kann das Team unter Karadecs Leitung den Fall dank ihrer Hilfe lösen.
Im Anschluss bietet die Leitende Kommissarin Céline Hazan ihr eine Stelle als Beraterin an. Alvaro verlangt als Gegenleistung die Suche nach ihrem verschwundenen Ex-Partner Romain und nimmt den Job an. Ihr unkonventioneller Stil, ihre Chaotik sowie ihre schwierigen Familienumstände führen immer wieder zu Streit und Ärger zwischen ihr und dem ordnungsliebenden Karadec. Im Laufe der Handlung kommt Alvaro zeitweise wieder mit ihrem Ex-Partner Ludo zusammen, während Karadec eine Beziehung zur internen Ermittlerin Roxane eingeht, die vorher gegen ihn und Alvaro ermittelt hatte.

## Figuren

### Morgane Alvaro

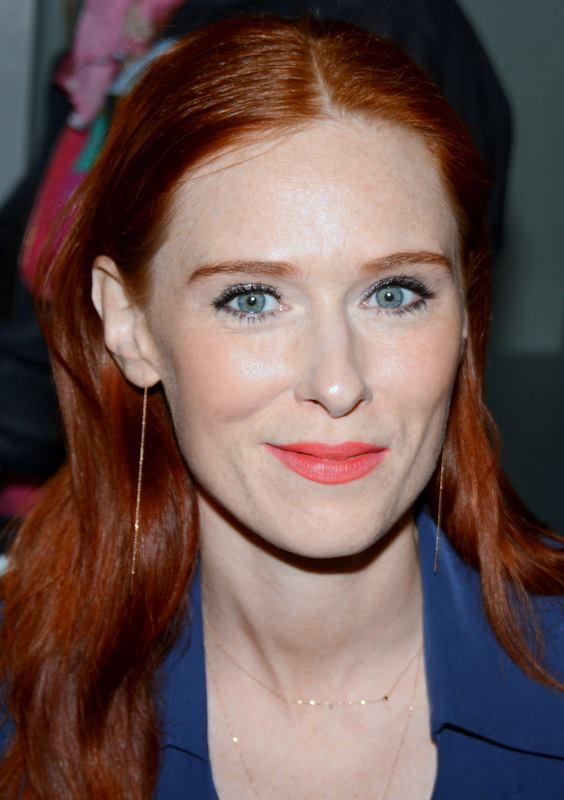
Audrey Fleurot spielt Morgane Alvaro

Morgane Alvaro hat einen IQ von 160, der ihr Leben jedoch eher verkompliziert als bereichert. Sie hat außerdem ein fotografisches Gedächtnis und vergisst nie etwas. Sie trauert immer noch ihrer Beziehung mit dem Rebellen Romain hinterher. Beide protestierten damals gegen die Obrigkeit, sehr zum Missfallen ihrer Mutter, von der sich Morgane entfremdet hatte. Eines Tages, nachdem Romain bei einer Demo verhaftet wurde, verschwand dieser aus ihrem Leben. Er ließ sie schwanger zurück. Aus dieser Beziehung entstammt ihre Tochter Théa.
Mit Ludovic Mullier, genannt „Ludo“, hat sie zwei weitere Kinder. Sie lebt am Anfang der 1. Staffel von ihm getrennt. Er kümmert sich liebevoll um alle drei Kinder. Im Laufe der Handlung kommen sie zeitweise wieder zusammen. Als ihr Haus einstürzt, leben sie zunächst bei Morganes Kollegen Gilles Vandraud. Auf der Suche nach einem gemeinsamen Haus verpatzt Morgane durch einen Wutanfall den Notartermin, worauf sich das Paar wieder trennt.
Im Verlauf der 2. Staffel bemerkt sie, dass sie Gefühle für Adam Karadec hat. Nachdem sie erfährt, dass Romain gar nicht tot ist, wie zunächst angenommen, sondern sich in Brighton ein neues Leben aufgebaut hat, nachdem er Spielschulden nicht zurückzahlen konnte, kommt es zu einem Kuss zwischen ihr und Karadec.

### Adam Karadec

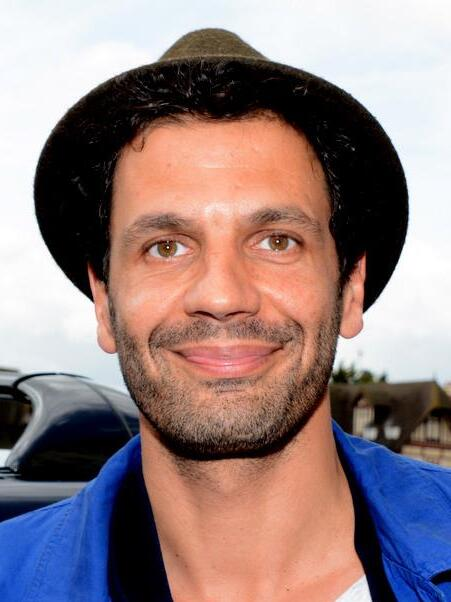
Mehdi Nebbou spielt Adam Karadec

Adam Karadec ist ein streng nach Vorschrift vorgehender Kriminalkommissar. Der penible und saubere Polizist ist das genaue Gegenteil zu der chaotischen Morgane Alvaro und so ist ihre Zusammenarbeit zunächst von einer gewissen Hassliebe geprägt. Sie bringt ihn dazu, teilweise die Vorschriften zu umgehen; so gerät Karadec in das Visier der Dienstaufsicht, insbesondere in der Person von Roxane Ascher. Nachdem er diese jedoch überzeugen kann, dass er nichts Schlimmes getan hat, verlieben sich die beiden. Roxane und er führen anschließend eine Beziehung, in die sich Morgane jedoch einmischt. Karadec unterstützt Morgane auf der Suche nach Romain, und am Ende der zweiten Staffel küssen sich die beiden.

### Céline Hazan
Céline Hazan ist die Abteilungsleiterin im Kriminalkommissariat. Sie ist ursprünglich dafür verantwortlich, dass Morgane in die Abteilung als Beraterin kommt. Sie setzt Karadec auf Morgane an, um ihr chaotisches Verhalten in geeignete Bahnen zu lenken. Als Morgane kurze Zeit obdachlos ist, lässt sie sie bei sich schlafen.

### Roxane Ascher
Roxane Ascher ermittelt für die Dienstaufsicht, zunächst gegen Karadec, dann gegen Morgane. In beiden Fällen rettet ihr Bericht den beiden den Job, auch wenn Morgane einen Groll gegen sie hegt, da Roxane sie zur Polizeiausbildung verpflichtete. Nach den Ermittlungen kommen sie und Karadec zusammen. Als sie Morganes Notlage mit Romain erkennt, ermittelt sie auf eigene Faust und gerät damit ins Visier von Kriminellen. Bei einem Anschlag kommt sie nur knapp mit dem Leben davon.

### Gilles Vandraud
Gilles ist einer von Karadecs Mitarbeitern. Er arbeitet mit Daphné zusammen und ist ein guter, wenn auch manchmal chaotischer Ermittler. Er bietet Morgane und ihrer Familie Unterschlupf, während die Dienstaufsicht gegen sie ermittelt.

### Daphné Forestier
Daphne Forestier gehört ebenfalls zu Karadecs Team und ist eine brillante Ermittlerin.

## Entstehung & Veröffentlichung
HIP: Ermittlerin mit Mords-IQ wurde von Stéphane Carrié, Alice Chegaray Breugnot und Nicolas Jean geschrieben und unter der Regie von Vincent Jamain (1–4, 11–12) und Laurent Tuel (5–8) sowie Mona Achache (9–10), Jean-Christophe Delpias (13–14) und Djibril Glissant (15–16).
Die Fernsehserie wurde in Frankreich von Itineraire Productions, Septembre Productions, TF1, BE-FILMS, Radio Télévision Belge Francophone, Pictanovo und Région Hauts-de-France produziert. Der internationale Vertrieb erfolgt durch Radio Télévision Belge Francophone. Die Serie läuft in Frankreich erfolgreich beim Sender TF1 mit durchschnittlich 10 Millionen Zuschauern bei einem Marktanteil von 46 Prozent pro Folge.
Die deutsche Fassung entstand nach einem Dialogbuch von Christos Topulos und Andrea Mayer und unter der Dialogregie von Jörn Linnenbröker. Ihre Erstausstrahlung fand im NDR statt. Dabei wurde die Serie in zwei Nächten ausgestrahlt. Die zweite Staffel folgte 2022, die dritte 2023.
| Figur                   | Darsteller         | Deutscher Sprecher   | Staffel | Folgen |
| ----------------------- | ------------------ | -------------------- | ------- | ------ |
| Morgane Alvaro          | Audrey Fleurot     | Manuela Eifrig       | 1–4     | 32     |
| Adam Karadec            | Mehdi Nebbou       | Tetje Mierendorf     | 1–4     | 32     |
| Gilles Vandraud         | Bruno Sanches      | Patrick Bach         | 1–4     | 32     |
| Céline Hazan            | Marie Denarnaud    | Katharina von Keller | 1–4     | 32     |
| Daphné Forestier        | Bérangère McNeese  | Leonie Landa         | 1–4     | 32     |
| Théa Alvaro             | Cypriane Gardin    | Emily Seubert        | 1–4     | 32     |
| Eliott Alvaro           | Noé Vandevoorde    | Piet Brasse          | 1–4     | 32     |
| Doktor Bonnemain        | Christopher Bayemi | Daniel Welbat        | 1–3     | 17     |
| Ludovic Mullier         | Cédric Chevalme    | Jens Wendland        | 1–4     | 15     |
| Henri                   | Rufus              |                      | 1–3     | 13     |
| Roxane Ascher           | Clotilde Hesme     | Céline Fontanges     | 2–3     | 13     |
| Agnès Alvaro            | Michèle Moretti    |                      | 1–3     | 7      |
| Serge Alvaro            | Patrick Chesnais   | Walter Wigand        | 2–3     | 7      |
| Thimothée Guichard      | Jérémy Lewin       | Jonas Minthe         | 3–4     | 7      |
| David Diallo            | Doudou Masta       | Clemens Gerhard      | 3–4     | 8      |
| Ranir                   | Akache Busiah      |                      | 1, 3    | 4      |
| Sofiane Karadec         | Omar Mebrouk       |                      | 1, 3    | 4      |
| Richter Emmanuel Cabron | Nicolás Martínez   |                      | 3       | 4      |
| Jérôme                  | Cédric Le Maoût    |                      | 2       | 2      |
| Romain Destat           | Xavier Hosten      |                      | 2       | 2      |
| Fred Prigent            | Thomas Scimeca     | Jacob Weigert        | 4       | 3      |

## Episodenliste

### Übersicht
| Staffel | Episodenanzahl | Erstausstrahlung Frankreich | Erstausstrahlung Frankreich | Deutschsprachige Erstausstrahlung | Deutschsprachige Erstausstrahlung |
| Staffel | Episodenanzahl | Staffelpremiere             | Staffelfinale               | Staffelpremiere                   | Staffelfinale                     |
| ------- | -------------- | --------------------------- | --------------------------- | --------------------------------- | --------------------------------- |
| 1       | 8              | 29. April 2021              | 20. Mai 2021                | 8. Dezember 2021                  | 9. Dezember 2021                  |
| 2       | 8              | 12. Mai 2022                | 16. Juni 2022               | 5. Oktober 2022                   | 6. Oktober 2022                   |
| 3       | 8              | 11. Mai 2023                | 29. Juni 2023               | 2. November 2023                  | 23. November 2023                 |
| 4       | 8              | 16. Mai 2024                | 3. Oktober 2024             | 27. Dezember 2024                 | 23. Januar 2025                   |

### Staffel 1
| Nr. | Deutscher Titel          | Originaltitel          | Erstveröffentlichung (FRA) | Deutschsprachige Erstveröffentlichung (D) | Regie          | Drehbuch                                                                     |
| --- | ------------------------ | ---------------------- | -------------------------- | ----------------------------------------- | -------------- | ---------------------------------------------------------------------------- |
| 1 | Westwind                 | Vents d'ouest          | 29. Apr. 2021              | 8. Dez. 2022                              | Vincent Jamain | Alice Chegaray-Breugnot                                                      |
| Morgane Alvaro kommt bei einem Putzjob hinter das Geheimnis eines Mordes und bemerkt, dass die Ermittler falsch liegen. Sie hinterlässt eine Nachricht an der Stellwand und wird schließlich vorgeladen und verhört. Trotz ihres Auftretens bietet ihr Céline Hazan einen Job als Beraterin an. Gemeinsam mit Adam Karadec löst sie ihren ersten Fall. Als Bezahlung handelt sie neben einem festen Gehalt auch die Suche nach ihrem verschwundenen Ex-Partner Romaine als Gefälligkeit ein. |                          |                        |                            |                                           |                |                                                                              |
| 2 | Tod in der Badewanne     | Coutume Malgache       | 29. Apr. 2021              | 8. Dez. 2021                              | Vincent Jamain | Stéphane Carrié, Alice Chegaray-Breugnot                                     |
| Ein Mann wird tot in der Badewanne aufgefunden. Es handelt sich augenscheinlich um Mord. Karadec und Morgana nehmen die Ermittlungen auf und stellen fest, dass der Tote die Identität eines belgischen Diplomaten angenommen hat. Als Loverboy versuchte er, verletzte Frauen um ihr Geld zu bringen. |                          |                        |                            |                                           |                |                                                                              |
| 3 | Blinde Kuh               | Colin-Maillard         | 6. Mai 2021                | 8. Dez. 2021                              | Vincent Jamain | Julien Anscutter, Marion Carnel, Stéphane Carrié, Alice Chegaray-Breugnot    |
| Die beiden Töchter von Florence Grangeon, Tochter eines reichen Geschäftsmannes, sind entführt worden. Als Täter kam Florences Exmann, gegen den die Familie einen Groll hegt, in Frage. Als sie dessen Bauernhof durchsuchen, findet Morgane dessen Leiche. |                          |                        |                            |                                           |                |                                                                              |
| 4 | Schrecklicher Giftfrosch | Phyllobates terribilis | 6. Mai 2021                | 8. Dez. 2021                              | Vincent Jamain | Julien Anscutter, Vincent Jamain, Stéphane Carrié, Julie-Anna Grignon        |
| Die Tierärztin Fanny wird in einer Tierklinik für exotische Tiere tot aufgefunden. Todesursache war das Gift eines Pfeilgiftfrosches, das jemand im Seifenspender deponiert hatte. Morgane rettet Karadec mit einem Betäubungspfeil das Leben, als dieser sich die Hände waschen will. Die Suche nach dem Täter gestaltet sich schwierig, da viele Personen ein Motiv haben. Die Tierärztin hat anscheinend in den letzten Monaten ihre Praxis schlampig geführt.                            |                          |                        |                            |                                           |                |                                                                              |
| 5 | Blutgruppe 0 negativ     | Tel maître, tel chien  | 13. Mai 2021               | 9. Dez. 2021                              | Laurent Tuel   | Julien Anscutter, Charlène Galan, Alice Chegaray-Breugnot                    |
| Ein allein lebender Mann wird zunächst ohne ersichtlichen Grund in einem Parkhaus ermordet. Als Morgane und Karadec ermitteln, erkennen sie, dass der Mann seine Frau in den Suizid getrieben hat. So hat die Tochter des Mannes ein Motiv. Doch der Mann hat auch eine seltene Blutgruppe. Handelte es sich vielleicht um einen Fall von Organhandel? |                          |                        |                            |                                           |                |                                                                              |
| 6 | Erotische Albträume      | Hep et soja            | 13. Mai 2021               | 9. Dez. 2021                              | Laurent Tuel   | Alexandra Julhiet, Laurent Vignon, Julien Anscutter, Alice Chegaray-Breugnot |
| Der Immobilienmakler Alex Viniali wird ermordet. Seine angebliche Freundin Myriam stellt sich als Stalkerin heraus. Bei ihren Ermittlungen finden sie heraus, dass der Ermordete ein Hooligan war, der sich in seiner Freizeit gerne prügelte. |                          |                        |                            |                                           |                |                                                                              |
| 7 | Molotowcocktail          | Cocktail Molotov       | 20. Mai 2021               | 9. Dez. 2021                              | Laurent Tuel   | Soiliho Bodin, Nicolas Clément, Alice Chegaray-Breugnot                      |
| Ein angeblich pädophiler Surflehrer wird Opfer eines Mordanschlages. Um die Ungereimtheiten des Falles aufzudecken, übertreten Karadec und Morgane einige Vorschriften und geraten in Lebensgefahr. |                          |                        |                            |                                           |                |                                                                              |
| 8 | Auch ein blindes Huhn …  | Homme de peu de foi    | 20. Mai 2021               | 9. Dez. 2021                              | Laurent Tuel   | Stéphane Carrié, Alice Chegaray-Breugnot                                     |
| Das Mordopfer wurde mit dem eigenen Wagen überfahren und die einzige Zeugin ist blind. Derweil ermittelt die Dienstaufsicht gegen Karadec. Am Ende der Staffel will Karadec Morgane seine Gefühle gestehen, doch diese kommt überraschend mit ihrem Exmann zusammen. |                          |                        |                            |                                           |                |                                                                              |

### Staffel 2
| Nr. (ges.) | Nr. (St.) | Deutscher Titel             | Originaltitel     | Erstveröffentlichung (FRA) | Deutschsprachige Erstveröffentlichung (D) | Regie                   | Drehbuch |
| --- | --------- | --------------------------- | ----------------- | -------------------------- | ----------------------------------------- | ----------------------- | --- |
| 9 | 1         | Geld macht nicht glücklich  | 2 300 calories    | 12. Mai 2022               | 5. Okt. 2022                              | Mona Achache            | Julien Anscutter, Alice Chegaray-Breugnot                                                                       |
| Morgane entdeckt beim Shoppen die Leiche von Séverine Moutier. Bei den Ermittlungen finden sie heraus, das diese gerade im Lotto gewonnen hatte und in Scheidung lebte. |           |                             |                   |                            |                                           |                         | |
| 10 | 2         | Seltsam/Nicht seltsam       | Chelou/Pas chelou | 12. Mai 2022               | 5. Okt. 2022                              | Mona Achache            | Winnie Vatimbella, Stéphane Carrié, Julien Anscutter, Alice Chegaray-Breugnot, Djibril Glissant, Franck Martins |
| Am Straßenrand wird anscheinend die Leiche der Drogenpolizistin Yaëlle gefunden. Doch tatsächlich handelt es sich um ihre Zwillingsschwester. Am Ende der Folge ist Karadec bei den internen Ermittlungen entlastet. |           |                             |                   |                            |                                           |                         | |
| 11 | 3         | Made in France              | Made in France    | 19. Mai 2022               | 5. Okt. 2022                              | Vincent Jamain          | Julien Anscutter, Marion Carnel, Alice Chegaray-Breugnot                                                        |
| Während Morgane eine Ausbildung in der Notrufzentrale macht, kommt ein Anruf von einer Frau, die gerade einen Mord beobachtet hat. Nachdem sie dem nachgeht, scheint alles ein Irrtum gewesen zu sein. Doch ein paar Stunden später wurde die betagte Tanzlehrerin tot aufgefunden. |           |                             |                   |                            |                                           |                         | |
| 12 | 4         | Die Kuh für ein neues Leben | Enfant de         | 19. Mai 2022               | 6. Okt. 2022                              | Vincent Jamain          | Eloïse Tibet-Zanini, Alice Chegaray-Breugnot                                                                    |
| Die verkohlte Leiche des Landwirts Valentin Béliard in der Scheune seiner Eltern stellt die Ermittler vor ein Rätsel. War es Mord oder Selbstmord? |           |                             |                   |                            |                                           |                         | |
| 13 | 5         | Eine tote Richterin         | De mille feuk     | 26. Mai 2022               | 6. Okt. 2022                              | Jean-Christophe Delpias | Julien Anscutter, Marion Carnel, Alice Chegaray-Breugnot                                                        |
| Carole Massard, eine Richterin, wird erschlagen aufgefunden. Handelte es sich um den aktuellen Fall? In einer Studentenvereinigung kam es zum Tod eines Studenten bei Saufspielen. Aber auch das Privatleben der Richterin wirft Fragen auf. Währenddessen steht Morganes Privatleben vor einem Scherbenhaufen. |           |                             |                   |                            |                                           |                         | |
| 14 | 6         | Ein Königreich für ein Bett | S comme Italie    | 2. Juni 2022               | 6. Okt. 2022                              | Jean-Christophe Delpias | Eloïse Tibet-Zanini, David Robert, Julien Anscutter, Alice Chegaray-Breugnot                                    |
| Die Leiche eines 20-jährigen Mannes wirft Fragen auf. Er führte anscheinend mehrere Identitäten und verdingte sich neben seinem Job als Lieferjunge auch als Escort. |           |                             |                   |                            |                                           |                         | |
| 15 | 7         | 55 Kilo                     | 55 kilos          | 9. Juni 2022               | 6. Okt. 2022                              | Djibril Glissant        | Emilie Clamart-Marsollat, Nicolas Jean, Marion Carnel, Julien Anscutter, Alice Chegaray-Breugnot                |
| Als der Sarg einer Frau exhumiert wird, ist er leer. Die Ermittler stehen vor einem Rätsel. Am Ende der Folge wird Roxane Opfer eines Mordanschlags und überlebt diesen nur knapp. |           |                             |                   |                            |                                           |                         | |
| 16 | 8         | Serendipity                 | Serendipity       | 16. Juni 2022              | 6. Okt. 2022                              | Djibril Glissant        | Julien Anscutter, Stéphane Carrié, Alice Chegaray-Breugnot                                                      |
| Mit den Informationen von Roxane kommen Morgane und Karadec hinter das Geheimnis von Romaines Verschwinden. Zusammen mit Morganes Vater hatte Romaine einen Trickbetrug in einem Spielkasino durchgezogen. Das Geld wurde ihm jedoch von einem korrupten Polizisten abgenommen. So konnte er das Geld einem stadtbekannten Mafioso nicht zurückzahlen und tauchte unter. In Brighton hatte er sich ein neues Leben aufgebaut. |           |                             |                   |                            |                                           |                         | |

### Staffel 3
| Nr. (ges.) | Nr. (St.) | Deutscher Titel      | Originaltitel         | Erstveröffentlichung (FRA) | Deutschsprachige Erstveröffentlichung (D) | Regie            | Drehbuch                                                                        |
| ---------- | --------- | -------------------- | --------------------- | -------------------------- | ----------------------------------------- | ---------------- | ------------------------------------------------------------------------------- |
| 17         | 1         | Spiegelsymmetrie     | Symétrie radiale      | 11. Mai 2023               | 2. Nov. 2023                              | Mona Achache     | Julien Anscutter, Alice Chegaray-Breugnot                                       |
| 18         | 2         | 18 Karat             | 18 carats             | 18. Mai 2023               | 2. Nov. 2023                              | Mona Achache     | Julien Anscutter, Alice Chegaray-Breugnot                                       |
| 19         | 3         | Zeitverschiebung     | Décalage horaire      | 25. Mai 2023               | 9. Nov. 2023                              | Vincent Jamain   | Léonor Varone, Louise Collaray, Julien Anscutter, Alice Chegaray-Breugnot       |
| 20         | 4         | Benford’sches Gesetz | Loi de Benford        | 1. Juni 2023               | 9. Nov. 2023                              | Vincent Jamain   | Louise Collaray, Léonor Varone, Julien Anscutter, Alice Chegaray-Breugnot       |
| 21         | 5         | Ente gut, alles gut  | Froid de canard       | 8. Juni 2023               | 16. Nov. 2023                             | Vincent Jamain   | Bérénice Bocquillon, Thomas Colineau, Julien Anscutter, Alice Chegaray-Breugnot |
| 22         | 6         | In klingenden Münzen | Sonnant et trébuchant | 15. Juni 2023              | 16. Nov. 2023                             | Djibril Glissant | Louise Bezombes, Charlotte Robb, Julien Anscutter, Alice Chegaray-Breugnot      |
| 23         | 7         | Donner               | Tonnerre !            | 22. Juni 2023              | 23. Nov. 2023                             | Djibril Glissant | David Robert, Eloïse Tibet-Zanini, Julien Anscutter, Alice Chegaray-Breugnot    |
| 24         | 8         | Bohrmaschinenblues   | Kikeriki              | 29. Juni 2023              | 23. Nov. 2023                             | Djibril Glissant | Julien Anscutter, Alice Chegaray-Breugnot                                       |

### Staffel 4
| Nr. (ges.) | Nr. (St.) | Deutscher Titel             | Originaltitel             | Erstveröffentlichung (FRA) | Deutschsprachige Erstveröffentlichung (D) | Regie              | Drehbuch                                                                                                  |
| ---------- | --------- | --------------------------- | ------------------------- | -------------------------- | ----------------------------------------- | ------------------ | --- |
| 25         | 1         | Die Versetzung              | Recto-Verso               | 16. Mai 2024               | 2. Jan. 2025                              | Mona Achache       | Alice Chegaray-Breugnot, Stéphane Carrie, Nicolas Jean                                                    |
| 26         | 2         | Der Abschied                | ISO 8601                  | 30. Mai 2024               | 2. Jan. 2025                              | Mona Achache       | Alice Chegaray-Breugnot, Stéphane Carrie, Nicolas Jean                                                    |
| 27         | 3         | Die Dame in Grün            | Penicillium Brevicaule    | 13. Juni 2024              | 9. Jan. 2025                              | Djibril Glissant   | Alice Chegaray-Breugnot, Stéphane Carrie, Nicolas Jean                                                    |
| 28         | 4         | Trojaner                    | Cheval de Troje           | 13. Juni 2024              | 9. Jan. 2025                              | Djibril Glissant   | Alice Chegaray-Breugnot, Stéphane Carrie, Nicolas Jean                                                    |
| 29         | 5         | Der "Rechen-Effekt"         | L'effet râteau            | 12. Sept. 2024             | 16. Jan. 2025                             | Mona Achache       | Alice Chegaray-Breugnot, Stéphane Carrié, Nicolas Jean, Julien Anscutter, Louise Bezombes, Charlotte Robb |
| 30         | 6         | Ein Siebenpunkt-Marienkäfer | Coccinella Septempunctata | 19. Sept. 2024             | 16. Jan. 2025                             | Mona Achache       | Stéphane Carrié, Nicolas Anscutter                                                                        |
| 31         | 7         | Mosaik                      | Mosaïque                  | 26. Sept. 2024             | 23. Jan. 2025                             | Jean-Philippe Amar | Alice Chegaray-Breugnot, Stéphane Carrié, Nicolas Jean                                                    |
| 32         | 8         | Ultraviolett                | Ultraviolet               | 3. Okt. 2024               | 23. Jan. 2025                             | Jean-Philippe Amar | Alice Chegaray-Breugnot, Stéphane Carrié, Nicolas Jean                                                    |

## Kritik
„Insgesamt machen die Serienmacher so ziemlich alles richtig, wofür sie angetreten sind. Sie unterhalten mit einer soliden Geschichte und schaffen ein liebenswertes Universum um eine bezaubernde Hauptfigur.“